# Jang-e jahāni-e sevvom
Jang-e jahāni-e sevvom (persa : جنگ جهانی سوم) que en español significa «Tercera Guerra Mundial» es una película dramática de suspenso iraní de 2022 coescrita, dirigida, producida y editada por Houman Seyyedi. La película está protagonizada por Mohsen Tanabandeh, Mahsa Hejazi, Neda Jebraeili y Navid Nosrati. Fue seleccionada como la entrada de Irán a la Mejor Película Internacional en la 95.ª edición de los Premios Óscar.
Jang-e jahāni-e sevvom compitió por el Premio Orizzonti en la 79.ª edición del Festival Internacional de Cine de Venecia, donde ganó el Premio Orizzonti al Mejor Actor y el Premio Orizzonti a la Mejor Película.

## Sinopsis
Shakib (Mohsen Tanabandeh) es un jornalero sin hogar que perdió a su esposa e hijo en un terremoto hace años. Durante los últimos años, ha estado en una relación con Ladan (Mahsa Hejazi), una prostituta sordomuda. El sitio de construcción en el que trabaja resulta ser el escenario de una película sobre las atrocidades cometidas por Hitler durante la Segunda Guerra Mundial.
 Contra todo pronóstico, se le da una casa y la oportunidad de su vida. Cuando Ladan se entera de su papel en la película y de la casa, ella acude a su lugar de trabajo para pedir ayuda y un lugar. El plan de Shakib para esconderla falla y amenaza con destruir su oportunidad de ser alguien.

## Reparto
- Mohsen Tanabandeh como Shakib
- Mahsa Hejazi como Ladan
- Neda Jebraeili
- Navid Nosrati como Nosrati
- Morteza Khanjani como Farshid
- Lotfollah Seyfi
- Hatem Mashmuli[5]

## Producción

### Preproducción
El 11 de mayo de 2021, Seyyedi anunció que no aparecerá en la serie The Secret of Survival (2022) de Saeed Aghakhani y Ehsan Zalipour porque está involucrado en la producción de su nueva película. El pasado 4 de julio se anunció que el título de la nueva película de Seyyedi será World War III, y desde hace unos días se inició su preproducción. Además, se presentó a Mohsen Tanabandeh como el primer actor de la película y parte del equipo de filmación, y se anunció que el rodaje de la Tercera Guerra Mundial comenzará en septiembre, y se dijo que el resto de los actores del proyecto estaban también anunciado en las próximas noticias. También se anunció que Namava Internet Broadcasting Service invertirá en este proyecto.
El 4 de septiembre, se anunció que Seyyedi obtuvo la licencia para el proyecto de la Tercera Guerra Mundial, y pronto comenzará la filmación.

### Rodaje
El 27 de octubre de 2021, se presentó a los actores, escritores y equipo de la película y se anunció que la filmación comenzó y está en marcha en el norte de Irán. Algunos de los equipos de filmación ya han colaborado con Seyyedi en las películas Sheeple (2019) y Confessions of My Dangerous Mind (2015).

## Lanzamiento
Jang-e jahāni-e sevvom se realizó con la inversión de Namava, y es la primera vez que la plataforma de transmisión en línea ingresa en la producción de un proyecto de película, y también es la segunda colaboración entre Seyyedi y Namava después de The Frog (2020– 2021) serie.
El 4 de agosto de 2022, se anunció que la película competirá por el Premio Orizzonti en la 79.ª edición del Festival Internacional de Cine de Venecia.

## Recepción

### Respuesta crítica

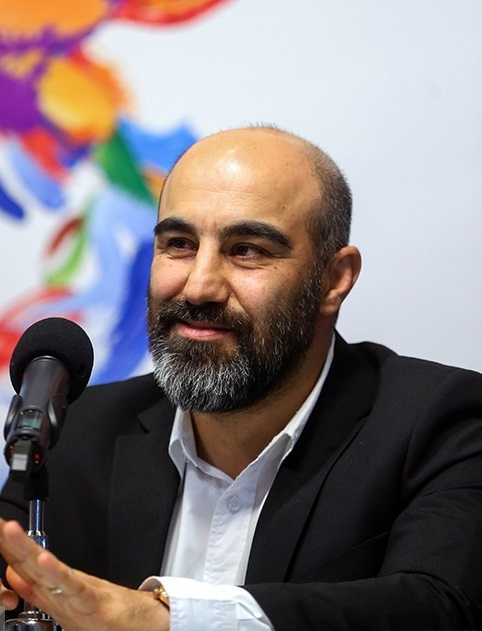
La actuación de Mohsen Tanabandeh como Shakib obtuvo elogios generalizados de la crítica y le valió el Premio Orizzonti al Mejor Actor.

Con la urgencia de un buen thriller y la claridad de una fábula, La Tercera Guerra Mundial es la historia agotadora pero convincente de cómo una de las víctimas de la vida aprende a imitar a sus opresores. El sexto largometraje del iraní Houman Seyedi, que se desarrolla en gran medida en el plató de una mala película sobre el Holocausto, comienza como una comedia de color negro azabache antes de oscurecerse aún más en la tragedia, un viaje encarnado en una actuación central absorbente y extraordinaria de Mohsen Tanabandeh como protagonista de la película. héroe oprimido.

— Screen Daily/Jonathan Holland

### Reconocimientos
| Premio                                    | Fecha de la ceremonia                | Categoría                            | Destinatarios     | Resultado | Ref(s) |
| ----------------------------------------- | ------------------------------------ | ------------------------------------ | ----------------- | --------- | ------ |
| Festival Internacional de Cine de Venecia | 31 agosto – 10 de septiembre de 2022 | Premio Orizzonti a la Mejor Película | Homan Seyyedi     | Ganadora  | [ 10 ] |
| Festival Internacional de Cine de Venecia | 31 agosto – 10 de septiembre de 2022 | Premio Orizzonti al Mejor Actor      | Mohsen Tanabandeh | Ganador   |        |